# Jequeri
Jequeri là một đô thị thuộc bang Minas Gerais, Brasil. Đô thị này có diện tích 547,817 km², dân số năm 2007 là 12965 người, mật độ 23 người/km².